# Carmen Guzmán
Carmen Graciela Guzmán (New York, 16 luglio 1985) è un'ex cestista statunitense con cittadinanza dominicana.

## Carriera
Con la Rep. Dominicana ha disputato i Giochi panamericani di Toronto 2015 e tre edizioni dei Campionati centramericani (2010, 2012, 2014).